# هارييت إليزابيث فريمان
هارييت إليزابيث فريمان (بالإنجليزية: Harriet Elizabeth Freeman)‏ هي محافظة على الطبيعة وعالمة نبات وجيولوجية وكاتِبة أمريكية، ولدت في 13 مارس 1847، وتوفيت في 30 ديسمبر 1930.